# Sambucus lanceolata
Sambucus lanceolata — вид дерев'янистих рослин, що належить до родини Адоксові (Adoxaceae), ендемік Мадейри. Етимологія: лат. lancea — «ланцет», лат. ola — зменшувальний суфікс, лат. atus — прикметниковий суфікс.

## Опис
Цей вид — кущ або маленьке дерево заввишки до 7 метрів, листопадне, не запушене. Квіти білуваті, ≈6 міліметрів в діаметрі, розташовані у широких суцвіттях, цвітуть у травні та червні. Плоди — кістянки, круглі жовтувато-сірі рідше чорні, коли дозрівають.

## Поширення
Ендемік архіпелагу Мадейра (о. Мадейра).
Населяє лісисту місцевість. Також зростає поблизу водних шляхів та схилів.

## Використання
Квіти використовуються для лікування болю в горлі та зубного болю. Він також може використовуватися для лікування ран і висипів.

## Загрози та охорона
Цьому виду загрожує деградація та знищення середовищ проживання через зсуви, однак це може сприяти регенерації. Також загрожує колекція для лікарських цілей. Є також невеликий ризик від інвазивних видів.
Цей вид є «Уразливим» у Червоному списку Мадейри. Вид зростає у Національному парку Мадейри.